# Benzoxazol
El benzoxazol es un compuesto orgánico aromático con una fórmula molecular C7H5NO, una estructura de anillo oxazol fusionado con benceno y un olor similar a la piridina. Aunque el benzoxazol en sí tiene poco valor práctico, muchos derivados de los benzoxazoles son comercialmente importantes.
Al ser un compuesto heterocíclico, el benzoxazol se utiliza en la investigación como material de partida para la síntesis de estructuras más grandes, generalmente bioactivas. Su aromaticidad lo hace relativamente estable, aunque como heterociclo, tiene sitios reactivos que permiten la funcionalización.

## Ocurrencia y aplicaciones
Se encuentra dentro de las estructuras químicas de fármacos como el flunoxaprofeno y tafamidis. Los derivados de benzoxazol también son de interés para los blanqueadores ópticos en los detergentes para ropa. Los benzoxazoles pertenecen al grupo de agentes fungicidas bien conocidos con actividad antioxidante, antihistamínica, antitumoral y antiparasitaria.
- Datos: Q761111
- Multimedia: Benzoxazole / Q761111